# Бабина
Бабина (укр. Бабина) — село в Новокалиновской городской общине Самборского района Львовской области Украины.
Население по переписи 2001 года составляло 1711 человек. Занимает площадь 2,058 км². Почтовый индекс — 81455. Телефонный код — 3236.